# Abdelaziz Chebbi
Pour les articles homonymes, voir Chebbi.
Abdelaziz Chebbi, né le 29 juillet 1988, est un handballeur tunisien.

## Carrière
- depuis 2010 : Club africain (Tunisie)

## Palmarès
- Vainqueur de la coupe de Tunisie : 2011